# Instituto de Ecología de Chile
El Instituto de Ecología de Chile (IECH) fue una organización ecologista de Chile, operativa principalmente durante el periodo de la dictadura militar de Augusto Pinochet. Su líder más reconocido fue el médico Juan Grau.

## Historia

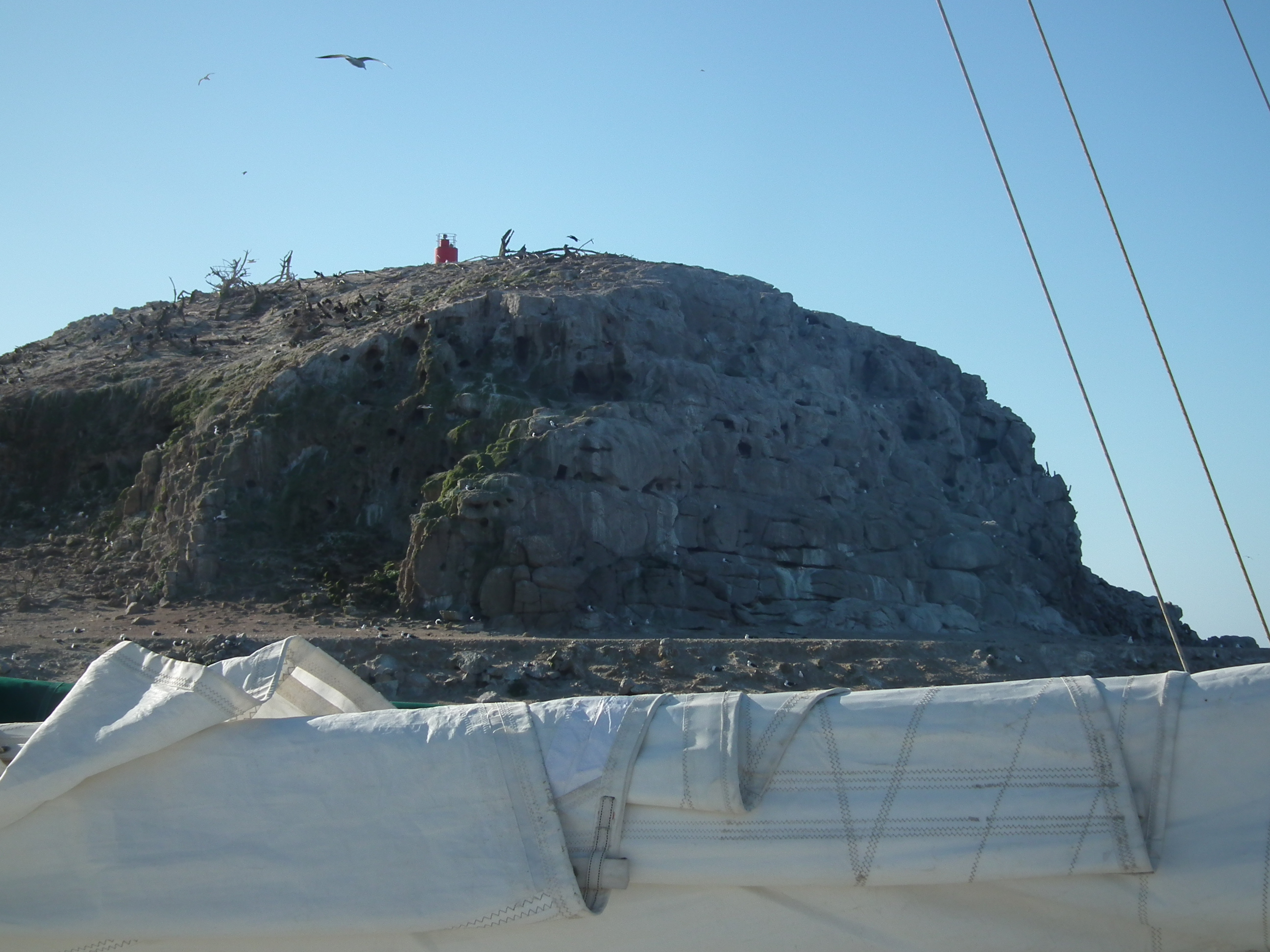
El Islote del Pájaro Niño está en el lado sur de la Bahía de Algarrobo, unido artificialmente al Continente por la Cofradía Náutica del Pacífico Austral.

El Instituto de Ecología fue fundado el 30 de julio de 1974 por el ex-general del aire Eduardo Iensen Franke, el ingeniero Raúl Guillet y el médico Juan Grau. Para su operación contó con tres objetivos principales, inspirados en la Cumbre de la Tierra de Estocolmo de 1972:
- Actuar en defensa del medio ambiente.
- Apoyar, orientar y colaborar en acciones tendientes a proteger y conservar nuestros recursos naturales.
- Propender a que el medio humano se mantenga limpio y adecuado para una vida digna y saludable.

Su principal ámbito de acción se orientó a la conscientización de la población, y en particular de la juventud, en torno a los riesgos de la contaminación en sus diferentes ámbitos. Junto a ello, participó en campañas nacionales en contra de la caza de ballenas, en favor de la declaración del alerce como monumento nacional, así como de la preservación de los pingüinos de Algarrobo durante la construcción del molo de la Cofradía Náutica del Pacífico Austral. De acuerdo a Juan Grau, también entre sus acciones se contó la intermediación entre las comunidades de Chiloé y la dictadura de Augusto Pinochet, en el marco del controversial proyecto Astillas de Chiloé.
En términos políticos, se la ha descrito como una organización de orientación nacionalista verde, donde se hacía uso de una retórica de preservación de la naturaleza como un componente de la nacionalidad chilena. De esta forma, se hizo uso de instrumentos como juramentos de la juventud y campañas de excursión, donde se buscaba generar consciencia sobre los riesgos del medio ambiente en Chile. En contraposición, fue un espacio crítico del ecologismo político, y en particular de los partidos verdes, a los que se veían como espacios que tomaban el discurso ambiental para orientarse hacia posiciones de izquierda.
En su apogeo a mediados de los años 80', la organización logró contar con 21 filiales a nivel nacional, así como incidir en la formación de más de 200 "grupos de ecología" o "brigadas verdes" entre estudiantes de nivel escolar. Junto a sus acciones pedagógicas y de incidencia, la organización desarrolló además un sistema particular de recepción de reclamos sobre episodios que rompieran la normativa ambiental vigente.

## Incidencia

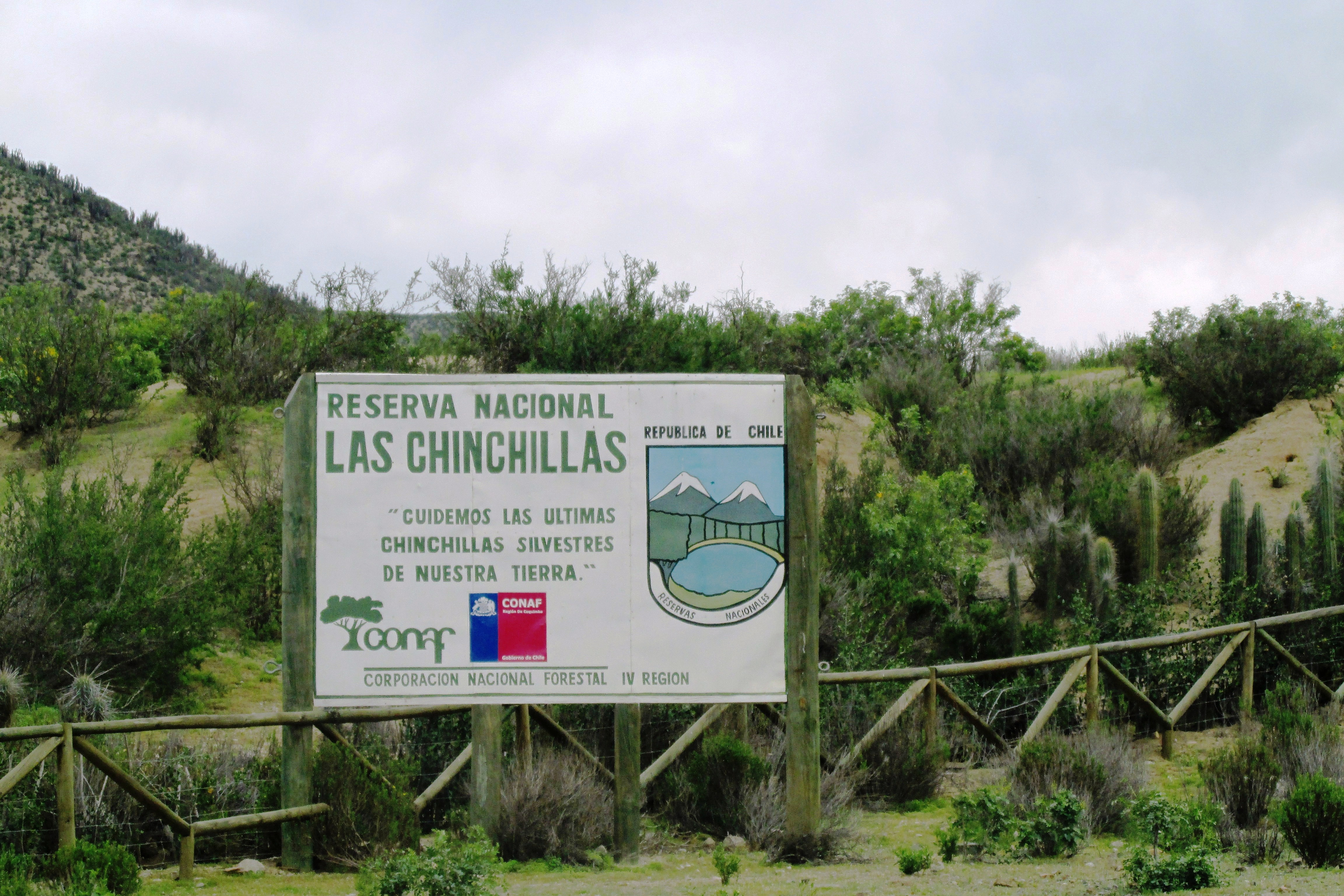
Acceso a la Reserva nacional Las Chinchillas.

Junto a otras organizaciones como CODEFF, el IECH incidió en la declaración del alerce como monumento nacional en 1975, la creación del Santuario de la Naturaleza Islote Pájaros Niños en Algarrobo en 1978, la creación de la Reserva nacional Las Chinchillas en 1983, y el cese de las actividades balleneras en Chile durante ese mismo año. Junto a ello, se logró incidir en que la Constitución de 1980 garantice el "derecho a vivir en un medio ambiente libre de contaminación" y que "es deber del Estado velar para que este derecho no sea afectado y tutelar la preservación de la naturaleza", siendo la primera vez que una constitución chilena incluye la protección medio ambiental entre sus líneas.
Una de las demandas históricas del Instituto fue la creación de un Ministerio de Medio Ambiente que pudiese centralizar las inquietudes ambientales de una serie de actores que, en aquella época, actuaban de manera descoordinada. Si bien un ministerio de estas características recién se instala en Chile en 2010, en 1984 el Instituto de Ecología logró la creación de una Comisión Nacional de Ecología (CONADE), anidada en el Ministerio de Bienes Nacionales, donde una serie de ministros sectoriales debían reunirse a  coordinar materias ambientales, contando con Juan Grau como secretario técnico entre 1984 y 1990.
Luego del fin de la dictadura la organización pierde vigencia, convirtiéndose en una instancia usualmente poco reconocida de la historia del ambientalismo en Chile.